# Michael Birkmeyer
Michael Birkmeyer (* 20. Oktober 1943 in Wien) ist ein österreichischer Balletttänzer, Choreograf, ehemaliger Künstlerischer Leiter und Intendant des Festspielhauses St. Pölten und Moderator.

## Leben
Birkmeyer stammt aus einer Familie, die seit mehreren Generationen Tänzer hervorbrachte. Sein Vater, Toni Birkmeyer, war Solotänzer der Wiener Staatsoper und Leiter der Ballettschule der Wiener Staatsoper. Ersten Unterricht erhielt Birkmeyer von seinem Vater; später studierte er bei dem Tänzer Victor Gsovsky, dem Ehemann der Tänzerin Tatjana Gsovsky, in Paris. Sein erstes Engagement erhielt er 1960 beim Ballett der Wiener Staatsoper. Weitere private Studien erfolgten bei Rudolf Nurejew, der später Birkmeyers Mentor wurde. Mit Nurejew erarbeitete er Solopartien in dessen Choreografie von Schwanensee. Später übernahm er in Nurejews Choreografie den Prinz Siegfried.
1967 wurde Birkmeyer Solotänzer der Wiener Staatsoper. 1972 wurde er dort Erster Solotänzer. Er war dort bis einschließlich der Spielzeit 1987/1988 Erster Solotänzer. Birkmeyer tanzte im Laufe seiner Karriere sowohl die Hauptrollen des klassischen Ballettrepertoires als auch in modernen Ballettchoreografien. Er trat in Choreografien von George Balanchine, Hans van Manen, Maurice Bejart, John Cranko, Rudi van Dantzig, Tom Schilling und Wacław Orlikowski auf. 
Zu seinen Glanzrollen gehörten der Tancredi im gleichnamigen Ballett von Hans Werner Henze, die Titelrolle in dem Ballett Der Pagodenprinz von Benjamin Britten und der Romeo in Romeo und Julia in der Choreografie von John Cranko. An der Wiener Staatsoper tanzte er mit Lilly Scheuermann auch in dem Ballett Daphnis und Chloe von Maurice Ravel.
Birkmeyer gastierte an der Covent Garden Opera in London, in Südamerika, Kuba und in Japan im Rahmen mehrerer Tourneen der Wiener Staatsoper. Am American Ballet Theatre in New York City tanzte er Solorollen in den Balletten Giselle und Raimonda. Er war Gastsolist beim Australian Ballet (The Australian Ballet), wo er in Solorollen mit Rudolf Nurejew und Margot Fonteyn auftrat. Mit Nurejew tanzte Birkmeyer auch in Béjarts Choreografie von Mahlers Lieder eines fahrenden Gesellen.
Von 1985 bis 2001 war Birkmeyer Leiter der Ballettschule der Österreichischen Bundestheater. Seit der Spielzeit 2001/2002 war Birkmeyer bis zum Ende der Spielzeit 2008/2009 Künstlerischer Leiter und Intendant des Festspielhauses St. Pölten. Sein Nachfolger wurde Joachim Schloemer.
Nach dem Abschluss seiner Tänzerkarriere war Birkmeyer als Moderator beim Österreichischen Fernsehen tätig, wo er mehrere Jahre verschiedene musikalische Unterhaltungsshows präsentierte. Mit Lore Krainer moderierte er die Sendereihe Das gab's nur einmal. 1988 übernahm er außerdem am Wiener Raimundtheater die Rolle des Choreografen Zack in dem Musical A Chorus Line. Mehrfach trat er auch in der ARD-Fernsehshow Einer wird gewinnen als Tänzer auf, so 1979 in Oberlaa und 1981 in Wien.   
Birkmeyer ist verheiratet und Vater von zwei Kindern.

## Auszeichnungen
Er wurde von der Republik Österreich zum Professor ernannt. Er wurde mit dem Österreichischen Ehrenkreuz für Wissenschaft und Kunst I. Klasse und dem Großen Ehrenzeichen für Verdienste um die Republik Österreich ausgezeichnet.
Im Jänner 2014 erhielt er das Große Goldene Ehrenzeichen für Verdienste um das Bundesland Niederösterreich.